# 月光

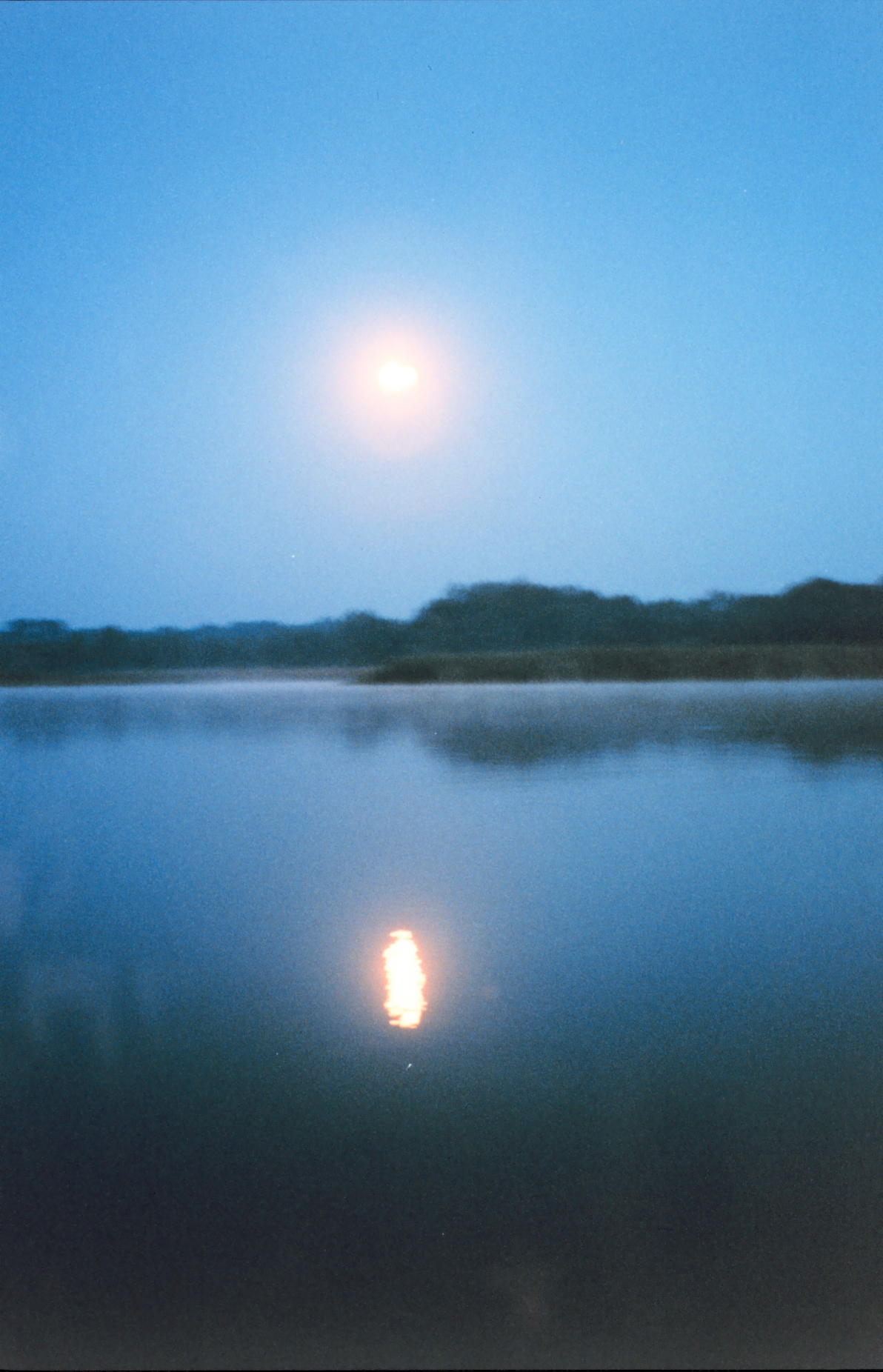
月光

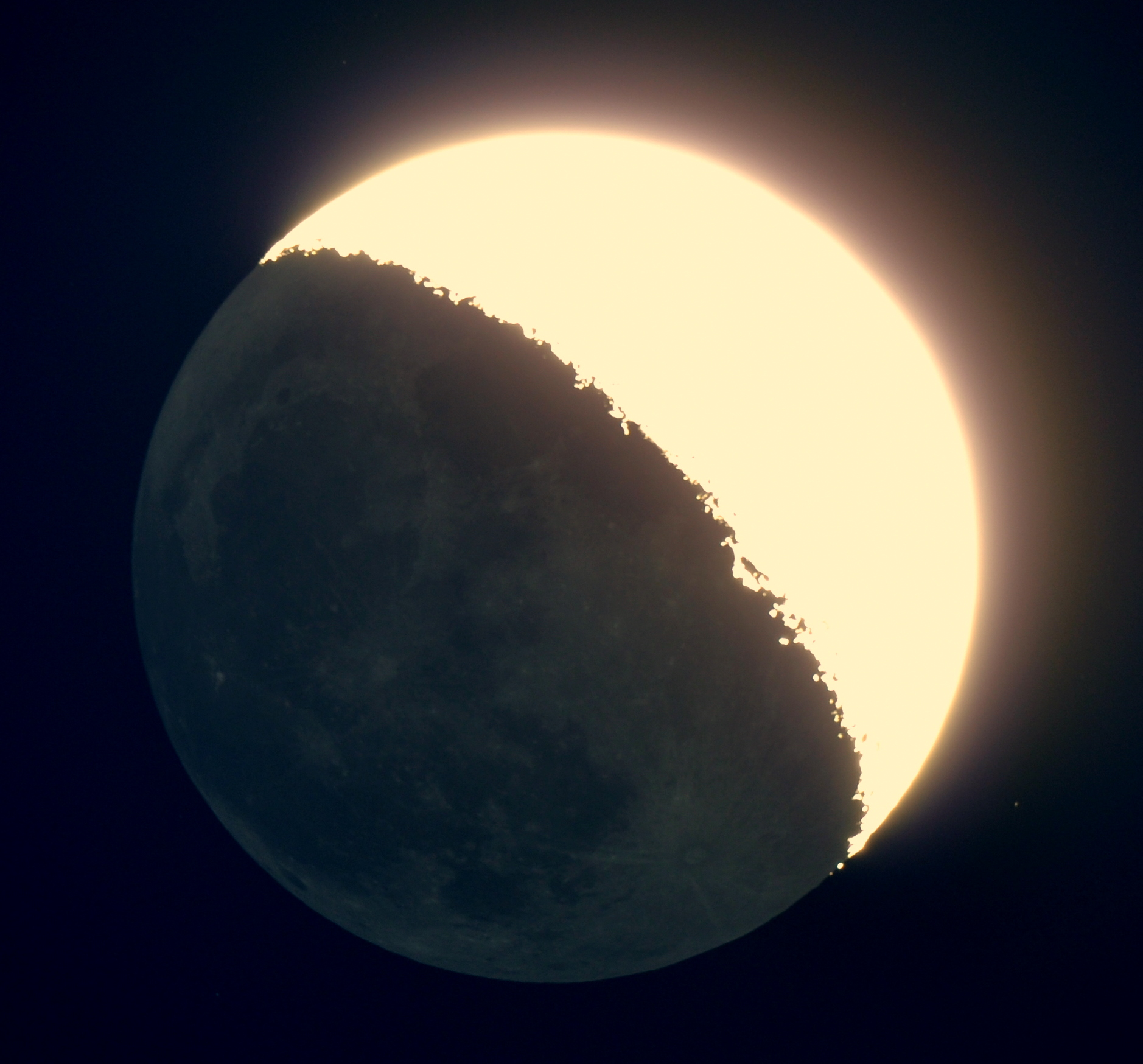
照片中黃色光源部份是月球反射陽光所形成的月光

月光是從月球照射到地球的光線，但是這些光線並非發源於月球，實際上是源自太陽的陽光。但是，月球並不是像鏡子一樣的反射陽光，而只是將照射在表面的部分陽光散射回太空。在許多的傳說中，月光是許多神奇程序的重要組成部分（例如，狼人在滿月時的變身）。

## 照度
月光下的照度取決於月相周期變化的關係，但即使是滿月也只提供了微弱的0.2勒克斯（lux）照度，所以滿月也僅有太陽照度的50萬分之一。當月球在赤道上的高原頂上時，照度可以達到1勒克斯。月光的顏色，特別是接近滿月時，在人眼中呈現出藍色，是人造光源最能仿照的自然光。

## 流行音樂領域
月光一詞被廣泛的用做歌名，如王宏恩、王心凌、黃靖倫、黃妃、楊培安、紅花樂團、淺堤等歌手皆有名為月光的情歌。

## 外部連結
- Phases of the Moon （页面存档备份，存于） at USNO
- Strange Moonlight at Science@NASA
- Moonlight Brightness at LunarLight Photography